# Joseph Anne Marie de Moyriac de Mailla
Joseph Anne Marie de Moyriac de Mailla (in cinese: 馮秉正, Féng Bǐngzhēng) (Château Maillac, 16 dicembre 1669 – Pechino, 28 giugno 1748) è stato un gesuita, missionario, storico, letterato, cartografo e matematico francese.

## Biografia
Al compimento degli studi entra nella Compagnia di Gesù nel 1686. Nel 1701 viene destinato  alla missione in Cina; nel 1703 sbarca a Macao  e prosegue per  Canton, dove acquisisce un'approfondita conoscenza di lingua e scrittura cinese. Si dedica in particolare allo studio dei testi storici cinesi. Quando l'imperatore Kangxi affida ai missionari gesuiti la realizzazione della cartografia del suo impero, il lotto comprendente le province di Henan, Zhejiang, Fujian e l'isola di Formosa compete a Mailla assieme a Jean-Baptiste Régis e Roman Hinderer. Al completamento del lavoro, per manifestare il suo apprezzamento l'imperatore conferisce a padre Mailla il titolo di mandarino.
Progredisce talmente nello studio della lingua mancese, iniziato a  cinquant'anni, che può tradurre in francese il Thoung-kian-kang-mou (in caratteri tradizionali: 通鑒綱目, semplificati:资治通鉴纲目|通鉴纲目, pinyin:Tongjian Gangmu), che per ordine dell'imperatore Kangxi era stato tradotto in mancese. La traduzione, completata nel 1730 ed inviata in Francia nel 1737, rimase per trent'anni nella biblioteca del collegio di Lione, poiché Fréret, che doveva pubblicarla, era morto.
Dopo la soppressione della Compagnia di Gesù, le autorità del collegio diedero il manoscritto all'Abbé Grosier a condizione che si prendesse cura della pubblicazione dell'opera. Con il titolo "Histoire générale de la Chine, ou Annales de cet Empire; traduit du Tong-kien-kang-mou, par le feu Père Joseph-Anne-Marie de Moyriac de Mailla”, venne pubblicato a Parigi in 12 volumi (con illustrazioni e carte geografiche) dal 1777 al 1783, seguiti nel 1785 da un tredicesimo volume. Pressoché contemporaneamente Francesco Rossi stampò a Siena la traduzione italiana, in 36 tomi. Oltre a Grosier, contribuirono alla pubblicazione gli orientalisti Deshauterayes e Colson.
Molte persone furono presenti alle sue esequie, delle cui spese si fece carico l'imperatore Qianlong.

## Opere
Histoire générale de la Chine, ou Annales de cet Empire; traduzione del Tong-kien-kang-mou, Par le feu Père Joseph-Anne-Marie de Moyriac de Mailla, Jésuite François, Missionnaire à Pékin: Publiées par M. l'Abbé Grosier, Et dirigées par M. le Roux Des Hautesrayes, .... , 12+1 volumi, Parigi 1777- 1783 (1785 il tredicesimo volume).
”Storia generale della Cina” ovvero Grandi annali cinesi / tradotti dal Tong-kien-kang-mou dal Padre Giuseppe Anna Maria de Moyriac de Mailla  Gesuita Francese Missionario in Pekin, pubblicati dall'Abate Grosier  E diretti dal Signor Le Roux de Hautesrayes... Traduzione italiana dedicata a Sua Altezza Reale Pietro Leopoldo... . 36 tomi, Siena 1777-1783
Come attività missionaria, Joseph de Mailla scrisse anche alcuni testi edificanti in cinese; fra i più importanti, vite di santi e meditazioni sul Vangelo.
Nelle Lettres édifiantes vi sono alcune sue lettere sulla persecuzione dei Cristiani in Cina in quel periodo.